# Ida Marcussen
Ida Marcussen (* 1. November 1987 in Kristiansand) ist eine norwegische Siebenkämpferin.

## Leben
Marcussen gewann 2004 die nationale Juniorenmeisterschaft im Siebenkampf. 2005 nahm sie an den Junioreneuropameisterschaften teil, wo sie Sechste wurde. 2006 bei den Juniorenweltmeisterschaften gewann sie die Silbermedaille. Bei den Weltmeisterschaften 2007 in Osaka erreichte sie, nachdem sie erstmals in der Profiklasse teilnahm, am Ende den 11. Platz. Bei den Olympischen Sommerspielen 2008 in Peking erreichte sie Platz 21. Ein Jahr später startete sie erneut bei den U23-Europameisterschaften in Kaunas und kam dort auf den siebenten Platz. Bei den Weltmeisterschaften 2009 in Berlin kam sie nach ersten guten Zwischenergebnissen am Ende auf den 25. Platz. Bei den Olympischen Sommerspielen 2012 in London belegte sie den 28. Platz. Als Gaststarterin bei der deutschen WM-Qualifikation 2013 in Ratingen beendete sie den Siebenkampf als viertplatzierte mit dem drittbesten Ergebnis ihrer Karriere und insgesamt 6140 Punkten. Bei den Weltmeisterschaften in Moskau wurde 18. mit 5996 Punkten ebenso wie bei den Europameisterschaften in Zürich 2014.
2015 gewann sie bei der Sommer-Universiade im südkoreanischen Gwangju die Silbermedaille hinter der Deutschen Anna Maiwald. Die Weltmeisterschaften in Peking beendete sie auf dem 25. Platz.
Marcussen war zunächst Handballerin, wurde für die Leichtathletik von Elke G. Udelhoven entdeckt. Seit 2004 wird sie von Lukas Udelhoven trainiert.

## Bestleistungen

### Freiluft
- 100 Meter: 12,15 s, 19. August 2005 in Bergen
- 200 Meter: 24,57 s, 1. Januar 2006 in Bergen
- 800 Meter: 2:09,74 min, 16. Juni 2013 in Ratingen
- 100 Meter Hürden: 13,96 s, 29. August 2011 in Daegu
- Hochsprung: 1,74 m, 30. Juli 2010 in Barcelona
- Weitsprung: 6,47 m, 26. August 2007 in Osaka
- Dreisprung: 11,9 m, 19. August 2005 in Bergen
- Kugelstoßen: 13,96 Meter, 30. Mai 2008, Götzis
- Speerwurf: 52,95 m, 1. Juni 2008 in Götzis
- Siebenkampf: 6226 Punkte, 26. August 2007 in Osaka

### Halle
- 60 Meter Hürden: 8,72 s, 4. März 2011 in Paris
- Weitsprung: 5,92 Meter, 16. Februar 2010, Wien
- Fünfkampf: 4316 Punkte, 11. März 2012 in Göteborg